# Xadrez de Capablanca

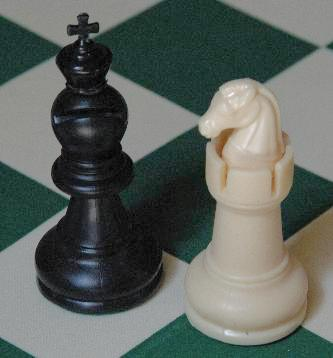
O Arcebispo e o Chanceler, peças criadas por Capablanca, segundo a concepção do wikipedista Matt Hucke, montadas a partir de peças comuns de xadrez com o uso de estilete e cola.

O Xadrez de Capablanca é uma clássica variante do Xadrez Ortodoxo criada pelo enxadrista cubano José Raúl Capablanca.
Modificações semelhantes já haviam sido propostas séculos antes pelo enxadrista italiano Pietro Carrera.

## Características
As novidades introduzidas por Capablanca incluem um novo tabuleiro de 10 por 8 casas, além de duas novas peças, o Arcebispo, que combina os movimentos do Bispo e do Cavalo, e o Chanceler que une os movimentos da Torre e do Cavalo.
As novas peças possuem propriedades interessantes. Por exemplo, o Arcebispo tem a capacidade de dar sozinho o xeque-mate, desde que o Rei adversário esteja posicionado em uma das quatro casas no canto do tabuleiro
Capablanca previu que, em algumas décadas com o crescente conhecimento de estratégia e táticas pelos mestres, haveria uma grande quantidade de empates entre esses jogadores de elite. Deste modo, decidiu criar um novo jogo que preservaria o interesse pelo xadrez por mais um milênio.

## Posição inicial de peças
No diagrama abaixo podemos visualizar as peças em sua posição inicial, onde o Arcebispo é colocado entre o Cavalo e o Bispo da Dama, o Chanceler fica na ala do Rei.
|   | a              | b               | c                 | d              | e               | f             | g              | h                | i               | j              |   |  |
| 8 | a8 black torre | b8 black cavalo | c8 black princess | d8 black bispo | e8 black rainha | f8 black rei  | g8 black bispo | h8 black empress | i8 black cavalo | j8 black torre | 8 |  |
| 7 | a7 black peão  | b7 black peão   | c7 black peão     | d7 black peão  | e7 black peão   | f7 black peão | g7 black peão  | h7 black peão    | i7 black peão   | j7 black peão  | 7 |  |
| 6 | a6             | b6              | c6                | d6             | e6              | f6            | g6             | h6               | i6              | j6             | 6 |  |
| 5 | a5             | b5              | c5                | d5             | e5              | f5            | g5             | h5               | i5              | j5             | 5 |  |
| 4 | a4             | b4              | c4                | d4             | e4              | f4            | g4             | h4               | i4              | j4             | 4 |  |
| 3 | a3             | b3              | c3                | d3             | e3              | f3            | g3             | h3               | i3              | j3             | 3 |  |
| 2 | a2 white peão  | b2 white peão   | c2 white peão     | d2 white peão  | e2 white peão   | f2 white peão | g2 white peão  | h2 white peão    | i2 white peão   | j2 white peão  | 2 |  |
| 1 | a1 white torre | b1 white cavalo | c1 white princess | d1 white bispo | e1 white rainha | f1 white rei  | g1 white bispo | h1 white empress | i1 white cavalo | j1 white torre | 1 |  |
|   | a              | b               | c                 | d              | e               | f             | g              | h                | i               | j              |   |  |

## Roque
No Xadrez de Capablanca valem as mesma regras do xadrez normal acerca do roque, com a diferença que o rei se move três casas para os lados para rocar, no lugar de apenas duas como no Xadrez Ortodoxo.
|   | a              | b  | c  | d  | e  | f            | g  | h  | i  | j              |   |  |
| 8 | a8 black torre | b8 | c8 | d8 | e8 | f8 black rei | g8 | h8 | i8 | j8             | 8 |  |
| 7 | a7             | b7 | c7 | d7 | e7 | f7           | g7 | h7 | i7 | j7             | 7 |  |
| 6 | a6             | b6 | c6 | d6 | e6 | f6           | g6 | h6 | i6 | j6             | 6 |  |
| 5 | a5             | b5 | c5 | d5 | e5 | f5           | g5 | h5 | i5 | j5             | 5 |  |
| 4 | a4             | b4 | c4 | d4 | e4 | f4           | g4 | h4 | i4 | j4             | 4 |  |
| 3 | a3             | b3 | c3 | d3 | e3 | f3           | g3 | h3 | i3 | j3             | 3 |  |
| 2 | a2             | b2 | c2 | d2 | e2 | f2           | g2 | h2 | i2 | j2             | 2 |  |
| 1 | a1             | b1 | c1 | d1 | e1 | f1 white rei | g1 | h1 | i1 | j1 white torre | 1 |  |
|   | a              | b  | c  | d  | e  | f            | g  | h  | i  | j              |   |  |

|   | a  | b  | c            | d              | e  | f  | g  | h              | i            | j  |   |  |
| 8 | a8 | b8 | c8 black rei | d8 black torre | e8 | f8 | g8 | h8             | i8           | j8 | 8 |  |
| 7 | a7 | b7 | c7           | d7             | e7 | f7 | g7 | h7             | i7           | j7 | 7 |  |
| 6 | a6 | b6 | c6           | d6             | e6 | f6 | g6 | h6             | i6           | j6 | 6 |  |
| 5 | a5 | b5 | c5           | d5             | e5 | f5 | g5 | h5             | i5           | j5 | 5 |  |
| 4 | a4 | b4 | c4           | d4             | e4 | f4 | g4 | h4             | i4           | j4 | 4 |  |
| 3 | a3 | b3 | c3           | d3             | e3 | f3 | g3 | h3             | i3           | j3 | 3 |  |
| 2 | a2 | b2 | c2           | d2             | e2 | f2 | g2 | h2             | i2           | j2 | 2 |  |
| 1 | a1 | b1 | c1           | d1             | e1 | f1 | g1 | h1 white torre | i1 white rei | j1 | 1 |  |
|   | a  | b  | c            | d              | e  | f  | g  | h              | i            | j  |   |  |

O Rei e Torre brancos  após o roque pequeno na ala do rei, indicando-se com o símbolo O-O, como na notação algébrica tradicional.

## Edward Lasker
Um dos grandes mestres norte-americanos, Edward Lasker, fez as seguintes observações em sua História do Xadrez (2.ed, pp.62–64):
| “ | Uma cuidadosa investigação da proposta de Capablanca revela inúmeras vantagens. As peças a serem acrescentadas eram ambas quase tão fortes quanto a Dama. Como contrapartes da última, que combina os poderes da Torre e do Bispo, Capablanca propôs um Chanceler. movimentando-se como uma Torre e como um Cavalo, e um Arcebispo, movimentando-se como um Bispo e como um Cavalo. Observei antes que o aumento da força da Dama, para seu nível atual, encurtou muito a duração do jogo. O acréscimo de mais duas poderosas peças reduziria novamente à metade o tempo de jogo. Assim, numerosas pessoas que não se conformam em ficar sentadas por vinte ou trinta minutos, mas que concordariam em praticar um jogo que demorasse apenas dez ou quinze minutos, transformar-se-iam em aficionados potenciais do xadrez. [...] Joguei com Capablanca muitas partidas experimentais, que raramente demoravam mais de vinte ou vinte e cinco lances. Experimentamos tabuleiros de dez casas por dez e de dez casas por oito, concluindo que o último era preferível porque nele a luta corpo a corpo começava antes. [...] A maioria dos aficionados de xadrez sem dúvida continuaria a praticar o jogo comum e aceitaria a modificação de Capablanca a título de diversão. Tenho certeza, porém, de que muitos novos aficionados prefeririam o jogo mais breve que, pelo acréscimo de duas peças novas, certamente não perderia nada da fascinação do xadrez padronizado. | ” |

## Computadores

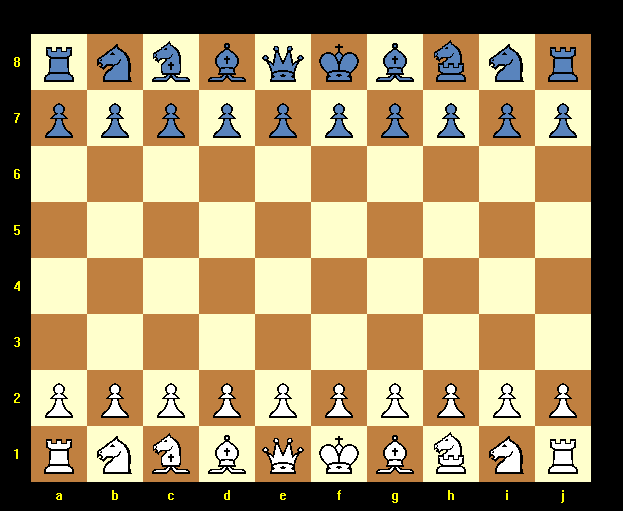
Xadrez de Capablanca em sua posição inicial no programa de computador ChessV.

Na atualidade (2007), existem dois programas de computador que jogam o Xadrez de Capablanca, o ChessV e o SMIRF. Além destes, foi disponibilizado em abril de 2006 um conjunto de regras para jogar Xadrez de Capablanca no engenho Zillions of Games.